# Quatre dies de Dunkerque 2019
Els Quatre dies de Dunkerque 2019 fou la 65a edició dels Quatre dies de Dunkerque. La cursa es disputà en sis etapes, entre el 14 i el 19 de maig de 2019, amb inici i final a Dunkerque. La cursa formava part de l'UCI Europa Tour amb una categoria 2.HC.
El vencedor final fou el neerlandès Mike Teunissen (Team Jumbo-Visma). L'acompanyaren al podi el seu company d'equip Amund Grøndahl Jansen i Jens Keukeleire (Lotto-Soudal).

## Equips
Divuit equips van prendre part en aquesta edició dels Quatre dies de Dunkerque: quatre World Tour, dotze equips continentals professionals i dos equips continentals.
| WorldTeams (4)- AG2R La Mondiale - Lotto Soudal - Groupama-FDJ - Team Jumbo-Visma Equips continentals professionals (12)- Cofidis, Solutions Crédits - Roompot-Charles - Arkéa-Samsic - Wanty-Groupe Gobert - Delko-Marseille Provence - Total Direct Énergie - Vital Concept-B&B Hotels - Sport Vlaanderen-Baloise - Wallonie Bruxelles - Corendon-Circus - Euskadi Basque Country-Murias - Israel Cycling Academy Equips continentals (2)- Saint Michel-Auber 93 - Natura4Ever-Roubaix Lille Métropole |
| |

## Etapes
| Etapa    | Data       | Ciutats d'etapa                | type              | Distància (km) | Vencedor de l'etapa | Líder de la general |
| -------- | ---------- | ------------------------------ | ----------------- | -------------- | ------------------- | ------------------- |
| 1a etapa | 14 de maig | Dunkerque – Condé-sur-l'Escaut | etapa plana       | 172,9          | Dylan Groenewegen   | Dylan Groenewegen   |
| 2a etapa | 15 de maig | Wallers – Saint-Quentin        | etapa plana       | 177,7          | Dylan Groenewegen   | Dylan Groenewegen   |
| 3a etapa | 16 de maig | Laon – Compiègne               | etapa accidentada | 156,5          | Dylan Groenewegen   | Dylan Groenewegen   |
| 4a etapa | 17 de maig | Fort-Mahon-Plage – Le Portel   | etapa accidentada | 179,8          | Bryan Coquard       | Mike Teunissen      |
| 5a etapa | 18 de maig | Gravelines – Cassel            | etapa accidentada | 184,5          | Mike Teunissen      | Mike Teunissen      |
| 6a etapa | 19 de maig | Roubaix – Dunkerque            | etapa plana       | 187,3          | Mike Teunissen      | Mike Teunissen      |

### Etapa 1
| \| Classificació de l'etapa \| Classificació de l'etapa \| Classificació de l'etapa \| Classificació de l'etapa \| Classificació de l'etapa \| \| Corredor \| Corredor \| Equip \| Temps \| \| \| ------------------------ \| ------------------------ \| ----------------------------------- \| ------------------------ \| ------------------------ \| \| 1r \| Dylan Groenewegen \| Team Jumbo-Visma \| 4h 17' 45" \| \| \| 2n \| Marc Sarreau \| Groupama-FDJ \| + 0" \| \| \| 3r \| Mike Teunissen \| Team Jumbo-Visma \| + 0" \| \| \| 4t \| Pierre Barbier \| Natura4Ever-Roubaix Lille Métropole \| + 0" \| \| \| 5è \| Emīls Liepiņš \| Wallonie Bruxelles \| + 0" \| \| \| 6è \| Rudy Barbier \| Israel Cycling Academy \| + 0" \| \| \| 7è \| Cyril Barthe \| Euskadi Basque Country-Murias \| + 0" \| \| \| 8è \| Amund Grøndahl Jansen \| Team Jumbo-Visma \| + 0" \| \| \| 9è \| Timothy Dupont \| Wanty-Gobert \| + 0" \| \| \| 10è \| José Viejo \| Euskadi Basque Country-Murias \| + 0" \| \| |                       |                                     |            |
| |                       |                                     |            |
| Font: ProCyclingStats |                       |                                     |            |
| Classificació de l'etapa |                       |                                     |            |
| Corredor | Corredor              | Equip                               | Temps      |
| 1r | Dylan Groenewegen     | Team Jumbo-Visma                    | 4h 17' 45" |
| 2n | Marc Sarreau          | Groupama-FDJ                        | + 0"       |
| 3r | Mike Teunissen        | Team Jumbo-Visma                    | + 0"       |
| 4t | Pierre Barbier        | Natura4Ever-Roubaix Lille Métropole | + 0"       |
| 5è | Emīls Liepiņš         | Wallonie Bruxelles                  | + 0"       |
| 6è | Rudy Barbier          | Israel Cycling Academy              | + 0"       |
| 7è | Cyril Barthe          | Euskadi Basque Country-Murias       | + 0"       |
| 8è | Amund Grøndahl Jansen | Team Jumbo-Visma                    | + 0"       |
| 9è | Timothy Dupont        | Wanty-Gobert                        | + 0"       |
| 10è | José Viejo            | Euskadi Basque Country-Murias       | + 0"       |

| \| Classificació general \| Classificació general \| Classificació general \| Classificació general \| Classificació general \| \| Corredor \| Corredor \| Equip \| Temps \| \| \| --------------------- \| --------------------- \| ----------------------------------- \| --------------------- \| --------------------- \| \| 1r \| Dylan Groenewegen \| Team Jumbo-Visma \| 4h 17' 35" \| \| \| 2n \| Marc Sarreau \| Groupama-FDJ \| + 1" \| \| \| 3r \| Elmar Reinders \| Roompot-Charles \| + 4" \| \| \| 4t \| Mike Teunissen \| Team Jumbo-Visma \| + 6" \| \| \| 5è \| Samuel Leroux \| Natura4Ever-Roubaix Lille Métropole \| + 7" \| \| \| 6è \| Rudy Barbier \| Israel Cycling Academy \| + 8" \| \| \| 7è \| Tom Devriendt \| Wanty-Gobert \| + 8" \| \| \| 8è \| Dries De Bondt \| Corendon-Circus \| + 9" \| \| \| 9è \| Julien Duval \| AG2R La Mondiale \| + 9" \| \| \| 10è \| Pierre Barbier \| Natura4Ever-Roubaix Lille Métropole \| + 10" \| \| |                   |                                     |            |
| |                   |                                     |            |
| Font: ProCyclingStats |                   |                                     |            |
| Classificació general |                   |                                     |            |
| Corredor | Corredor          | Equip                               | Temps      |
| 1r | Dylan Groenewegen | Team Jumbo-Visma                    | 4h 17' 35" |
| 2n | Marc Sarreau      | Groupama-FDJ                        | + 1"       |
| 3r | Elmar Reinders    | Roompot-Charles                     | + 4"       |
| 4t | Mike Teunissen    | Team Jumbo-Visma                    | + 6"       |
| 5è | Samuel Leroux     | Natura4Ever-Roubaix Lille Métropole | + 7"       |
| 6è | Rudy Barbier      | Israel Cycling Academy              | + 8"       |
| 7è | Tom Devriendt     | Wanty-Gobert                        | + 8"       |
| 8è | Dries De Bondt    | Corendon-Circus                     | + 9"       |
| 9è | Julien Duval      | AG2R La Mondiale                    | + 9"       |
| 10è | Pierre Barbier    | Natura4Ever-Roubaix Lille Métropole | + 10"      |

### Etapa 2
| \| Classificació de l'etapa \| Classificació de l'etapa \| Classificació de l'etapa \| Classificació de l'etapa \| Classificació de l'etapa \| \| Corredor \| Corredor \| Equip \| Temps \| \| \| ------------------------ \| ------------------------ \| ----------------------------------- \| ------------------------ \| ------------------------ \| \| 1r \| Dylan Groenewegen \| Team Jumbo-Visma \| 4h 08' 33" \| \| \| 2n \| Timothy Dupont \| Wanty-Gobert \| + 0" \| \| \| 3r \| Roy Jans \| Corendon-Circus \| + 0" \| \| \| 4t \| Tom Van Asbroeck \| Israel Cycling Academy \| + 0" \| \| \| 5è \| Jens Keukeleire \| Lotto-Soudal \| + 0" \| \| \| 6è \| Piet Allegaert \| Sport Vlaanderen-Baloise \| + 0" \| \| \| 7è \| Mike Teunissen \| Team Jumbo-Visma \| + 0" \| \| \| 8è \| Michael Van Staeyen \| Roompot-Charles \| + 0" \| \| \| 9è \| Pieter Vanspeybrouck \| Wanty-Gobert \| + 0" \| \| \| 10è \| Pierre Barbier \| Natura4Ever-Roubaix Lille Métropole \| + 0" \| \| |                      |                                     |            |
| |                      |                                     |            |
| Font: ProCyclingStats |                      |                                     |            |
| Classificació de l'etapa |                      |                                     |            |
| Corredor | Corredor             | Equip                               | Temps      |
| 1r | Dylan Groenewegen    | Team Jumbo-Visma                    | 4h 08' 33" |
| 2n | Timothy Dupont       | Wanty-Gobert                        | + 0"       |
| 3r | Roy Jans             | Corendon-Circus                     | + 0"       |
| 4t | Tom Van Asbroeck     | Israel Cycling Academy              | + 0"       |
| 5è | Jens Keukeleire      | Lotto-Soudal                        | + 0"       |
| 6è | Piet Allegaert       | Sport Vlaanderen-Baloise            | + 0"       |
| 7è | Mike Teunissen       | Team Jumbo-Visma                    | + 0"       |
| 8è | Michael Van Staeyen  | Roompot-Charles                     | + 0"       |
| 9è | Pieter Vanspeybrouck | Wanty-Gobert                        | + 0"       |
| 10è | Pierre Barbier       | Natura4Ever-Roubaix Lille Métropole | + 0"       |

| \| Classificació general \| Classificació general \| Classificació general \| Classificació general \| Classificació general \| \| Corredor \| Corredor \| Equip \| Temps \| \| \| --------------------- \| --------------------- \| ----------------------------------- \| --------------------- \| --------------------- \| \| 1r \| Dylan Groenewegen \| Team Jumbo-Visma \| 8h 25' 58" \| \| \| 2n \| Marc Sarreau \| Groupama-FDJ \| + 11" \| \| \| 3r \| Lasse Norman Hansen \| Corendon-Circus \| + 12" \| \| \| 4t \| Timothy Dupont \| Wanty-Gobert \| + 14" \| \| \| 5è \| Elmar Reinders \| Roompot-Charles \| + 14" \| \| \| 6è \| Mike Teunissen \| Team Jumbo-Visma \| + 16" \| \| \| 7è \| Roy Jans \| Corendon-Circus \| + 16" \| \| \| 8è \| Samuel Leroux \| Natura4Ever-Roubaix Lille Métropole \| + 17" \| \| \| 9è \| Rudy Barbier \| Israel Cycling Academy \| + 18" \| \| \| 10è \| Dries De Bondt \| Corendon-Circus \| + 19" \| \| |                     |                                     |            |
| |                     |                                     |            |
| Font: ProCyclingStats |                     |                                     |            |
| Classificació general |                     |                                     |            |
| Corredor | Corredor            | Equip                               | Temps      |
| 1r | Dylan Groenewegen   | Team Jumbo-Visma                    | 8h 25' 58" |
| 2n | Marc Sarreau        | Groupama-FDJ                        | + 11"      |
| 3r | Lasse Norman Hansen | Corendon-Circus                     | + 12"      |
| 4t | Timothy Dupont      | Wanty-Gobert                        | + 14"      |
| 5è | Elmar Reinders      | Roompot-Charles                     | + 14"      |
| 6è | Mike Teunissen      | Team Jumbo-Visma                    | + 16"      |
| 7è | Roy Jans            | Corendon-Circus                     | + 16"      |
| 8è | Samuel Leroux       | Natura4Ever-Roubaix Lille Métropole | + 17"      |
| 9è | Rudy Barbier        | Israel Cycling Academy              | + 18"      |
| 10è | Dries De Bondt      | Corendon-Circus                     | + 19"      |

### Etapa 3
| \| Classificació de l'etapa \| Classificació de l'etapa \| Classificació de l'etapa \| Classificació de l'etapa \| Classificació de l'etapa \| \| Corredor \| Corredor \| Equip \| Temps \| \| \| ------------------------ \| ------------------------ \| -------------------------- \| ------------------------ \| ------------------------ \| \| 1r \| Dylan Groenewegen \| Team Jumbo-Visma \| 3h 33' 54" \| \| \| 2n \| Marc Sarreau \| Groupama-FDJ \| + 0" \| \| \| 3r \| Christophe Laporte \| Cofidis, Solutions Crédits \| + 0" \| \| \| 4t \| Roy Jans \| Corendon-Circus \| + 0" \| \| \| 5è \| Timothy Dupont \| Wanty-Gobert \| + 0" \| \| \| 6è \| Aksel Nõmmela \| Wallonie Bruxelles \| + 0" \| \| \| 7è \| Kevyn Ista \| Wallonie Bruxelles \| + 0" \| \| \| 8è \| Tom Van Asbroeck \| Israel Cycling Academy \| + 0" \| \| \| 9è \| Jens Keukeleire \| Lotto-Soudal \| + 0" \| \| \| 10è \| Michael Van Staeyen \| Roompot-Charles \| + 0" \| \| |                     |                            |            |
| |                     |                            |            |
| Font: ProCyclingStats |                     |                            |            |
| Classificació de l'etapa |                     |                            |            |
| Corredor | Corredor            | Equip                      | Temps      |
| 1r | Dylan Groenewegen   | Team Jumbo-Visma           | 3h 33' 54" |
| 2n | Marc Sarreau        | Groupama-FDJ               | + 0"       |
| 3r | Christophe Laporte  | Cofidis, Solutions Crédits | + 0"       |
| 4t | Roy Jans            | Corendon-Circus            | + 0"       |
| 5è | Timothy Dupont      | Wanty-Gobert               | + 0"       |
| 6è | Aksel Nõmmela       | Wallonie Bruxelles         | + 0"       |
| 7è | Kevyn Ista          | Wallonie Bruxelles         | + 0"       |
| 8è | Tom Van Asbroeck    | Israel Cycling Academy     | + 0"       |
| 9è | Jens Keukeleire     | Lotto-Soudal               | + 0"       |
| 10è | Michael Van Staeyen | Roompot-Charles            | + 0"       |

| \| Classificació general \| Classificació general \| Classificació general \| Classificació general \| Classificació general \| \| Corredor \| Corredor \| Equip \| Temps \| \| \| --------------------- \| --------------------- \| -------------------------- \| --------------------- \| --------------------- \| \| 1r \| Dylan Groenewegen \| Team Jumbo-Visma \| 11h 59' 42" \| \| \| 2n \| Marc Sarreau \| Groupama-FDJ \| + 15" \| \| \| 3r \| Timothy Dupont \| Wanty-Gobert \| + 24" \| \| \| 4t \| Mike Teunissen \| Team Jumbo-Visma \| + 26" \| \| \| 5è \| Jens Keukeleire \| Lotto-Soudal \| + 26" \| \| \| 6è \| Roy Jans \| Corendon-Circus \| + 26" \| \| \| 7è \| Christophe Laporte \| Cofidis, Solutions Crédits \| + 26" \| \| \| 8è \| Anthony Turgis \| Total Direct Énergie \| + 27" \| \| \| 9è \| Lasse Norman Hansen \| Corendon-Circus \| + 28" \| \| \| 10è \| Elmar Reinders \| Roompot-Charles \| + 29" \| \| |                     |                            |             |
| |                     |                            |             |
| Font: ProCyclingStats |                     |                            |             |
| Classificació general |                     |                            |             |
| Corredor | Corredor            | Equip                      | Temps       |
| 1r | Dylan Groenewegen   | Team Jumbo-Visma           | 11h 59' 42" |
| 2n | Marc Sarreau        | Groupama-FDJ               | + 15"       |
| 3r | Timothy Dupont      | Wanty-Gobert               | + 24"       |
| 4t | Mike Teunissen      | Team Jumbo-Visma           | + 26"       |
| 5è | Jens Keukeleire     | Lotto-Soudal               | + 26"       |
| 6è | Roy Jans            | Corendon-Circus            | + 26"       |
| 7è | Christophe Laporte  | Cofidis, Solutions Crédits | + 26"       |
| 8è | Anthony Turgis      | Total Direct Énergie       | + 27"       |
| 9è | Lasse Norman Hansen | Corendon-Circus            | + 28"       |
| 10è | Elmar Reinders      | Roompot-Charles            | + 29"       |

### Etapa 4
| \| Classificació de l'etapa \| Classificació de l'etapa \| Classificació de l'etapa \| Classificació de l'etapa \| Classificació de l'etapa \| \| Corredor \| Corredor \| Equip \| Temps \| \| \| ------------------------ \| ------------------------ \| ----------------------------------- \| ------------------------ \| ------------------------ \| \| 1r \| Bryan Coquard \| Vital Concept-B&B Hotels \| 4h 37' 19" \| \| \| 2n \| Clément Venturini \| AG2R La Mondiale \| + 0" \| \| \| 3r \| Mike Teunissen \| Team Jumbo-Visma \| + 0" \| \| \| 4t \| Tom Van Asbroeck \| Israel Cycling Academy \| + 0" \| \| \| 5è \| Jens Keukeleire \| Lotto-Soudal \| + 0" \| \| \| 6è \| Dimitri Claeys \| Cofidis, Solutions Crédits \| + 0" \| \| \| 7è \| Aimé De Gendt \| Wanty-Gobert \| + 0" \| \| \| 8è \| Julien Antomarchi \| Natura4Ever-Roubaix Lille Métropole \| + 0" \| \| \| 9è \| Piet Allegaert \| Sport Vlaanderen-Baloise \| + 0" \| \| \| 10è \| Anthony Delaplace \| Arkéa-Samsic \| + 0" \| \| |                   |                                     |            |
| |                   |                                     |            |
| Font: ProCyclingStats |                   |                                     |            |
| Classificació de l'etapa |                   |                                     |            |
| Corredor | Corredor          | Equip                               | Temps      |
| 1r | Bryan Coquard     | Vital Concept-B&B Hotels            | 4h 37' 19" |
| 2n | Clément Venturini | AG2R La Mondiale                    | + 0"       |
| 3r | Mike Teunissen    | Team Jumbo-Visma                    | + 0"       |
| 4t | Tom Van Asbroeck  | Israel Cycling Academy              | + 0"       |
| 5è | Jens Keukeleire   | Lotto-Soudal                        | + 0"       |
| 6è | Dimitri Claeys    | Cofidis, Solutions Crédits          | + 0"       |
| 7è | Aimé De Gendt     | Wanty-Gobert                        | + 0"       |
| 8è | Julien Antomarchi | Natura4Ever-Roubaix Lille Métropole | + 0"       |
| 9è | Piet Allegaert    | Sport Vlaanderen-Baloise            | + 0"       |
| 10è | Anthony Delaplace | Arkéa-Samsic                        | + 0"       |

| \| Classificació general \| Classificació general \| Classificació general \| Classificació general \| Classificació general \| \| Corredor \| Corredor \| Equip \| Temps \| \| \| --------------------- \| --------------------- \| ----------------------------- \| --------------------- \| --------------------- \| \| 1r \| Mike Teunissen \| Team Jumbo-Visma \| 16h 37' 23" \| \| \| 2n \| Jens Keukeleire \| Lotto-Soudal \| + 4" \| \| \| 3r \| Anthony Turgis \| Total Direct Énergie \| + 5" \| \| \| 4t \| Tom Van Asbroeck \| Israel Cycling Academy \| + 8" \| \| \| 5è \| Amund Grøndahl Jansen \| Team Jumbo-Visma \| + 8" \| \| \| 6è \| Marc Sarreau \| Groupama-FDJ \| + 12" \| \| \| 7è \| Piet Allegaert \| Sport Vlaanderen-Baloise \| + 14" \| \| \| 8è \| Anthony Delaplace \| Arkéa-Samsic \| + 14" \| \| \| 9è \| Aimé De Gendt \| Wanty-Gobert \| + 14" \| \| \| 10è \| Héctor Sáez Benito \| Euskadi Basque Country-Murias \| + 14" \| \| |                       |                               |             |
| |                       |                               |             |
| Font: ProCyclingStats |                       |                               |             |
| Classificació general |                       |                               |             |
| Corredor | Corredor              | Equip                         | Temps       |
| 1r | Mike Teunissen        | Team Jumbo-Visma              | 16h 37' 23" |
| 2n | Jens Keukeleire       | Lotto-Soudal                  | + 4"        |
| 3r | Anthony Turgis        | Total Direct Énergie          | + 5"        |
| 4t | Tom Van Asbroeck      | Israel Cycling Academy        | + 8"        |
| 5è | Amund Grøndahl Jansen | Team Jumbo-Visma              | + 8"        |
| 6è | Marc Sarreau          | Groupama-FDJ                  | + 12"       |
| 7è | Piet Allegaert        | Sport Vlaanderen-Baloise      | + 14"       |
| 8è | Anthony Delaplace     | Arkéa-Samsic                  | + 14"       |
| 9è | Aimé De Gendt         | Wanty-Gobert                  | + 14"       |
| 10è | Héctor Sáez Benito    | Euskadi Basque Country-Murias | + 14"       |

### Etapa 5
| \| Classificació de l'etapa \| Classificació de l'etapa \| Classificació de l'etapa \| Classificació de l'etapa \| Classificació de l'etapa \| \| Corredor \| Corredor \| Equip \| Temps \| \| \| ------------------------ \| ------------------------ \| ----------------------------------- \| ------------------------ \| ------------------------ \| \| 1r \| Mike Teunissen \| Team Jumbo-Visma \| 4h 38' 56" \| \| \| 2n \| Clément Venturini \| AG2R La Mondiale \| + 0" \| \| \| 3r \| Amund Grøndahl Jansen \| Team Jumbo-Visma \| + 0" \| \| \| 4t \| Jens Keukeleire \| Lotto-Soudal \| + 8" \| \| \| 5è \| Aimé De Gendt \| Wanty-Gobert \| + 8" \| \| \| 6è \| Anthony Turgis \| Total Direct Énergie \| + 11" \| \| \| 7è \| Dimitri Claeys \| Cofidis, Solutions Crédits \| + 11" \| \| \| 8è \| Anthony Delaplace \| Arkéa-Samsic \| + 11" \| \| \| 9è \| Tom Van Asbroeck \| Israel Cycling Academy \| + 11" \| \| \| 10è \| Julien Antomarchi \| Natura4Ever-Roubaix Lille Métropole \| + 11" \| \| |                       |                                     |            |
| |                       |                                     |            |
| Font: ProCyclingStats |                       |                                     |            |
| Classificació de l'etapa |                       |                                     |            |
| Corredor | Corredor              | Equip                               | Temps      |
| 1r | Mike Teunissen        | Team Jumbo-Visma                    | 4h 38' 56" |
| 2n | Clément Venturini     | AG2R La Mondiale                    | + 0"       |
| 3r | Amund Grøndahl Jansen | Team Jumbo-Visma                    | + 0"       |
| 4t | Jens Keukeleire       | Lotto-Soudal                        | + 8"       |
| 5è | Aimé De Gendt         | Wanty-Gobert                        | + 8"       |
| 6è | Anthony Turgis        | Total Direct Énergie                | + 11"      |
| 7è | Dimitri Claeys        | Cofidis, Solutions Crédits          | + 11"      |
| 8è | Anthony Delaplace     | Arkéa-Samsic                        | + 11"      |
| 9è | Tom Van Asbroeck      | Israel Cycling Academy              | + 11"      |
| 10è | Julien Antomarchi     | Natura4Ever-Roubaix Lille Métropole | + 11"      |

| \| Classificació general \| Classificació general \| Classificació general \| Classificació general \| Classificació general \| \| Corredor \| Corredor \| Equip \| Temps \| \| \| --------------------- \| --------------------- \| ----------------------------------- \| --------------------- \| --------------------- \| \| 1r \| Mike Teunissen \| Team Jumbo-Visma \| 21h 16' 09" \| \| \| 2n \| Amund Grøndahl Jansen \| Team Jumbo-Visma \| + 14" \| \| \| 3r \| Jens Keukeleire \| Lotto-Soudal \| + 22" \| \| \| 4t \| Anthony Turgis \| Total Direct Énergie \| + 26" \| \| \| 5è \| Tom Van Asbroeck \| Israel Cycling Academy \| + 29" \| \| \| 6è \| Aimé De Gendt \| Wanty-Gobert \| + 32" \| \| \| 7è \| Anthony Delaplace \| Arkéa-Samsic \| + 35" \| \| \| 8è \| Dimitri Claeys \| Cofidis, Solutions Crédits \| + 35" \| \| \| 9è \| Julien Antomarchi \| Natura4Ever-Roubaix Lille Métropole \| + 35" \| \| \| 10è \| Frederik Backaert \| Wanty-Gobert \| + 52" \| \| |                       |                                     |             |
| |                       |                                     |             |
| Font: ProCyclingStats |                       |                                     |             |
| Classificació general |                       |                                     |             |
| Corredor | Corredor              | Equip                               | Temps       |
| 1r | Mike Teunissen        | Team Jumbo-Visma                    | 21h 16' 09" |
| 2n | Amund Grøndahl Jansen | Team Jumbo-Visma                    | + 14"       |
| 3r | Jens Keukeleire       | Lotto-Soudal                        | + 22"       |
| 4t | Anthony Turgis        | Total Direct Énergie                | + 26"       |
| 5è | Tom Van Asbroeck      | Israel Cycling Academy              | + 29"       |
| 6è | Aimé De Gendt         | Wanty-Gobert                        | + 32"       |
| 7è | Anthony Delaplace     | Arkéa-Samsic                        | + 35"       |
| 8è | Dimitri Claeys        | Cofidis, Solutions Crédits          | + 35"       |
| 9è | Julien Antomarchi     | Natura4Ever-Roubaix Lille Métropole | + 35"       |
| 10è | Frederik Backaert     | Wanty-Gobert                        | + 52"       |

### Etapa 6
| \| Classificació de l'etapa \| Classificació de l'etapa \| Classificació de l'etapa \| Classificació de l'etapa \| Classificació de l'etapa \| \| Corredor \| Corredor \| Equip \| Temps \| \| \| ------------------------ \| ------------------------ \| ----------------------------------- \| ------------------------ \| ------------------------ \| \| 1r \| Mike Teunissen \| Team Jumbo-Visma \| 4h 21' 42" \| \| \| 2n \| Dylan Groenewegen \| Team Jumbo-Visma \| + 0" \| \| \| 3r \| Timothy Dupont \| Wanty-Gobert \| + 0" \| \| \| 4t \| Marc Sarreau \| Groupama-FDJ \| + 0" \| \| \| 5è \| Bryan Coquard \| Vital Concept-B&B Hotels \| + 0" \| \| \| 6è \| Enzo Wouters \| Lotto-Soudal \| + 0" \| \| \| 7è \| Tom Van Asbroeck \| Israel Cycling Academy \| + 0" \| \| \| 8è \| Kevyn Ista \| Wallonie Bruxelles \| + 0" \| \| \| 9è \| Emiel Vermeulen \| Natura4Ever-Roubaix Lille Métropole \| + 0" \| \| \| 10è \| Jens Keukeleire \| Lotto-Soudal \| + 0" \| \| |                   |                                     |            |
| |                   |                                     |            |
| Font: ProCyclingStats |                   |                                     |            |
| Classificació de l'etapa |                   |                                     |            |
| Corredor | Corredor          | Equip                               | Temps      |
| 1r | Mike Teunissen    | Team Jumbo-Visma                    | 4h 21' 42" |
| 2n | Dylan Groenewegen | Team Jumbo-Visma                    | + 0"       |
| 3r | Timothy Dupont    | Wanty-Gobert                        | + 0"       |
| 4t | Marc Sarreau      | Groupama-FDJ                        | + 0"       |
| 5è | Bryan Coquard     | Vital Concept-B&B Hotels            | + 0"       |
| 6è | Enzo Wouters      | Lotto-Soudal                        | + 0"       |
| 7è | Tom Van Asbroeck  | Israel Cycling Academy              | + 0"       |
| 8è | Kevyn Ista        | Wallonie Bruxelles                  | + 0"       |
| 9è | Emiel Vermeulen   | Natura4Ever-Roubaix Lille Métropole | + 0"       |
| 10è | Jens Keukeleire   | Lotto-Soudal                        | + 0"       |

## Classificació final
| \| Classificació general \| Classificació general \| Classificació general \| Classificació general \| Classificació general \| \| Corredor \| Corredor \| Equip \| Temps \| \| \| --------------------- \| --------------------- \| ----------------------------------- \| --------------------- \| --------------------- \| \| 1r \| Mike Teunissen \| Team Jumbo-Visma \| 25h 37' 41" \| \| \| 2n \| Amund Grøndahl Jansen \| Team Jumbo-Visma \| + 24" \| \| \| 3r \| Jens Keukeleire \| Lotto-Soudal \| + 32" \| \| \| 4t \| Anthony Turgis \| Total Direct Énergie \| + 36" \| \| \| 5è \| Tom Van Asbroeck \| Israel Cycling Academy \| + 39" \| \| \| 6è \| Aimé De Gendt \| Wanty-Gobert \| + 42" \| \| \| 7è \| Anthony Delaplace \| Arkéa-Samsic \| + 45" \| \| \| 8è \| Dimitri Claeys \| Cofidis, Solutions Crédits \| + 45" \| \| \| 9è \| Julien Antomarchi \| Natura4Ever-Roubaix Lille Métropole \| + 54" \| \| \| 10è \| Frederik Backaert \| Wanty-Gobert \| + 1' 02" \| \| |                       |                                     |             |
| |                       |                                     |             |
| Font: ProCyclingStats |                       |                                     |             |
| Classificació general |                       |                                     |             |
| Corredor | Corredor              | Equip                               | Temps       |
| 1r | Mike Teunissen        | Team Jumbo-Visma                    | 25h 37' 41" |
| 2n | Amund Grøndahl Jansen | Team Jumbo-Visma                    | + 24"       |
| 3r | Jens Keukeleire       | Lotto-Soudal                        | + 32"       |
| 4t | Anthony Turgis        | Total Direct Énergie                | + 36"       |
| 5è | Tom Van Asbroeck      | Israel Cycling Academy              | + 39"       |
| 6è | Aimé De Gendt         | Wanty-Gobert                        | + 42"       |
| 7è | Anthony Delaplace     | Arkéa-Samsic                        | + 45"       |
| 8è | Dimitri Claeys        | Cofidis, Solutions Crédits          | + 45"       |
| 9è | Julien Antomarchi     | Natura4Ever-Roubaix Lille Métropole | + 54"       |
| 10è | Frederik Backaert     | Wanty-Gobert                        | + 1' 02"    |

### Classificacions secundàries
| Classificació per punts | Classificació per punts | Classificació per punts             | Classificació per punts | Classificació per punts |
| Corredor                | Corredor                | Equip                               | Punts                   |                         |
| ----------------------- | ----------------------- | ----------------------------------- | ----------------------- | ----------------------- |
| 1r                      | Mike Teunissen          | Team Jumbo-Visma                    | 83 pts                  |                         |
| 2n                      | Dylan Groenewegen       | Team Jumbo-Visma                    | 77 pts                  |                         |
| 3r                      | Marc Sarreau            | Groupama-FDJ                        | 53 pts                  |                         |
| 4t                      | Tom Van Asbroeck        | Israel Cycling Academy              | 53 pts                  |                         |
| 5è                      | Jens Keukeleire         | Lotto-Soudal                        | 52 pts                  |                         |
| 6è                      | Timothy Dupont          | Wanty-Gobert                        | 50 pts                  |                         |
| 7è                      | Amund Grøndahl Jansen   | Team Jumbo-Visma                    | 30 pts                  |                         |
| 8è                      | Roy Jans                | Corendon-Circus                     | 29 pts                  |                         |
| 9è                      | Pierre Barbier          | Natura4Ever-Roubaix Lille Métropole | 22 pts                  |                         |
| 10è                     | Anthony Turgis          | Total Direct Énergie                | 21 pts                  |                         |

| Classificació per punts | Classificació per punts | Classificació per punts             | Classificació per punts | Classificació per punts |
| Corredor                | Corredor                | Equip                               | Punts                   |                         |
| ----------------------- | ----------------------- | ----------------------------------- | ----------------------- | ----------------------- |
| 1r                      | Mike Teunissen          | Team Jumbo-Visma                    | 83 pts                  |                         |
| 2n                      | Dylan Groenewegen       | Team Jumbo-Visma                    | 77 pts                  |                         |
| 3r                      | Marc Sarreau            | Groupama-FDJ                        | 53 pts                  |                         |
| 4t                      | Tom Van Asbroeck        | Israel Cycling Academy              | 53 pts                  |                         |
| 5è                      | Jens Keukeleire         | Lotto-Soudal                        | 52 pts                  |                         |
| 6è                      | Timothy Dupont          | Wanty-Gobert                        | 50 pts                  |                         |
| 7è                      | Amund Grøndahl Jansen   | Team Jumbo-Visma                    | 30 pts                  |                         |
| 8è                      | Roy Jans                | Corendon-Circus                     | 29 pts                  |                         |
| 9è                      | Pierre Barbier          | Natura4Ever-Roubaix Lille Métropole | 22 pts                  |                         |
| 10è                     | Anthony Turgis          | Total Direct Énergie                | 21 pts                  |                         |

| Classificació de la muntanya | Classificació de la muntanya | Classificació de la muntanya        | Classificació de la muntanya | Classificació de la muntanya |
| Corredor                     | Corredor                     | Equip                               | Punts                        |                              |
| ---------------------------- | ---------------------------- | ----------------------------------- | ---------------------------- | ---------------------------- |
| 1r                           | Lionel Taminiaux             | Wallonie Bruxelles                  | 29 pts                       |                              |
| 2n                           | Julien Trarieux              | Delko Marseille Provence            | 10 pts                       |                              |
| 3r                           | Lasse Norman Hansen          | Corendon-Circus                     | 10 pts                       |                              |
| 4t                           | Elmar Reinders               | Roompot-Charles                     | 9 pts                        |                              |
| 5è                           | Clément Carisey              | Israel Cycling Academy              | 7 pts                        |                              |
| 6è                           | Romain Cardis                | Total Direct Énergie                | 6 pts                        |                              |
| 7è                           | Amund Grøndahl Jansen        | Team Jumbo-Visma                    | 6 pts                        |                              |
| 8è                           | Jens Keukeleire              | Lotto-Soudal                        | 6 pts                        |                              |
| 9è                           | Samuel Leroux                | Natura4Ever-Roubaix Lille Métropole | 6 pts                        |                              |
| 10è                          | Tony Hurel                   | Saint Michel-Auber 93               | 6 pts                        |                              |

| Classificació de la muntanya | Classificació de la muntanya | Classificació de la muntanya        | Classificació de la muntanya | Classificació de la muntanya |
| Corredor                     | Corredor                     | Equip                               | Punts                        |                              |
| ---------------------------- | ---------------------------- | ----------------------------------- | ---------------------------- | ---------------------------- |
| 1r                           | Lionel Taminiaux             | Wallonie Bruxelles                  | 29 pts                       |                              |
| 2n                           | Julien Trarieux              | Delko Marseille Provence            | 10 pts                       |                              |
| 3r                           | Lasse Norman Hansen          | Corendon-Circus                     | 10 pts                       |                              |
| 4t                           | Elmar Reinders               | Roompot-Charles                     | 9 pts                        |                              |
| 5è                           | Clément Carisey              | Israel Cycling Academy              | 7 pts                        |                              |
| 6è                           | Romain Cardis                | Total Direct Énergie                | 6 pts                        |                              |
| 7è                           | Amund Grøndahl Jansen        | Team Jumbo-Visma                    | 6 pts                        |                              |
| 8è                           | Jens Keukeleire              | Lotto-Soudal                        | 6 pts                        |                              |
| 9è                           | Samuel Leroux                | Natura4Ever-Roubaix Lille Métropole | 6 pts                        |                              |
| 10è                          | Tony Hurel                   | Saint Michel-Auber 93               | 6 pts                        |                              |

| Classificació del millor jove | Classificació del millor jove | Classificació del millor jove | Classificació del millor jove | Classificació del millor jove |
| Corredor                      | Corredor                      | Equip                         | Temps                         |                               |
| ----------------------------- | ----------------------------- | ----------------------------- | ----------------------------- | ----------------------------- |
| 1r                            | Anthony Turgis                | Total Direct Énergie          | 25h 38' 17"                   |                               |
| 2n                            | Aimé De Gendt                 | Wanty-Gobert                  | + 6"                          |                               |
| 3r                            | Cyril Barthe                  | Euskadi Basque Country-Murias | + 47"                         |                               |
| 4t                            | Aksel Nõmmela                 | Wallonie Bruxelles            | + 52"                         |                               |
| 5è                            | Kevin Geniets                 | Groupama-FDJ                  | + 1' 13"                      |                               |
| 6è                            | Stan Dewulf                   | Lotto-Soudal                  | + 1' 17"                      |                               |
| 7è                            | Connor Swift                  | Arkéa-Samsic                  | + 1' 48"                      |                               |
| 8è                            | Piet Allegaert                | Sport Vlaanderen-Baloise      | + 2' 00"                      |                               |
| 9è                            | Rémy Mertz                    | Lotto-Soudal                  | + 2' 42"                      |                               |
| 10è                           | Aaron Van Poucke              | Sport Vlaanderen-Baloise      | + 3' 07"                      |                               |

| Classificació del millor jove | Classificació del millor jove | Classificació del millor jove | Classificació del millor jove | Classificació del millor jove |
| Corredor                      | Corredor                      | Equip                         | Temps                         |                               |
| ----------------------------- | ----------------------------- | ----------------------------- | ----------------------------- | ----------------------------- |
| 1r                            | Anthony Turgis                | Total Direct Énergie          | 25h 38' 17"                   |                               |
| 2n                            | Aimé De Gendt                 | Wanty-Gobert                  | + 6"                          |                               |
| 3r                            | Cyril Barthe                  | Euskadi Basque Country-Murias | + 47"                         |                               |
| 4t                            | Aksel Nõmmela                 | Wallonie Bruxelles            | + 52"                         |                               |
| 5è                            | Kevin Geniets                 | Groupama-FDJ                  | + 1' 13"                      |                               |
| 6è                            | Stan Dewulf                   | Lotto-Soudal                  | + 1' 17"                      |                               |
| 7è                            | Connor Swift                  | Arkéa-Samsic                  | + 1' 48"                      |                               |
| 8è                            | Piet Allegaert                | Sport Vlaanderen-Baloise      | + 2' 00"                      |                               |
| 9è                            | Rémy Mertz                    | Lotto-Soudal                  | + 2' 42"                      |                               |
| 10è                           | Aaron Van Poucke              | Sport Vlaanderen-Baloise      | + 3' 07"                      |                               |

| Classificació per equips | Classificació per equips   | Classificació per equips | Classificació per equips |
| Equip                    | Equip                      | Temps                    |                          |
| ------------------------ | -------------------------- | ------------------------ | ------------------------ |
| 1r                       | Arkéa-Samsic               | 76h 56' 38"              |                          |
| 2n                       | Lotto Soudal               | + 1' 17"                 |                          |
| 3r                       | Saint Michel-Auber 93      | + 1' 50"                 |                          |
| 4t                       | AG2R La Mondiale           | + 2' 44"                 |                          |
| 5è                       | Sport Vlaanderen-Baloise   | + 3' 23"                 |                          |
| 6è                       | Team Jumbo-Visma           | + 3' 28"                 |                          |
| 7è                       | Corendon-Circus            | + 4' 53"                 |                          |
| 8è                       | Wallonie Bruxelles         | + 6' 16"                 |                          |
| 9è                       | Total Direct Énergie       | + 6' 22"                 |                          |
| 10è                      | Cofidis, Solutions Crédits | + 8' 14"                 |                          |

| Classificació per equips | Classificació per equips   | Classificació per equips | Classificació per equips |
| Equip                    | Equip                      | Temps                    |                          |
| ------------------------ | -------------------------- | ------------------------ | ------------------------ |
| 1r                       | Arkéa-Samsic               | 76h 56' 38"              |                          |
| 2n                       | Lotto Soudal               | + 1' 17"                 |                          |
| 3r                       | Saint Michel-Auber 93      | + 1' 50"                 |                          |
| 4t                       | AG2R La Mondiale           | + 2' 44"                 |                          |
| 5è                       | Sport Vlaanderen-Baloise   | + 3' 23"                 |                          |
| 6è                       | Team Jumbo-Visma           | + 3' 28"                 |                          |
| 7è                       | Corendon-Circus            | + 4' 53"                 |                          |
| 8è                       | Wallonie Bruxelles         | + 6' 16"                 |                          |
| 9è                       | Total Direct Énergie       | + 6' 22"                 |                          |
| 10è                      | Cofidis, Solutions Crédits | + 8' 14"                 |                          |

## Evolució de les classificacions
| Etapa               | Vencedor            | Classificació general | Classificació de la muntanya | Classificació per punts | Classificació dels joves | Classificació per equips |
| ------------------- | ------------------- | --------------------- | ---------------------------- | ----------------------- | ------------------------ | ------------------------ |
| 1                   | Dylan Groenewegen   | Dylan Groenewegen     | Tom Devriendt                | Marc Sarreau            | Samuel Leroux            | Team Jumbo-Visma         |
| 2                   | Dylan Groenewegen   | Dylan Groenewegen     | Tom Devriendt                | Dylan Groenewegen       | Samuel Leroux            | Team Jumbo-Visma         |
| 3                   | Dylan Groenewegen   | Dylan Groenewegen     | Tom Devriendt                | Dylan Groenewegen       | Anthony Turgis           | Team Jumbo-Visma         |
| 4                   | Bryan Coquard       | Mike Teunissen        | Tom Devriendt                | Dylan Groenewegen       | Anthony Turgis           | Team Jumbo-Visma         |
| 5                   | Mike Teunissen      | Mike Teunissen        | Lionel Taminiaux             | Mike Teunissen          | Anthony Turgis           | Arkéa-Samsic             |
| 6                   | Mike Teunissen      | Mike Teunissen        | Lionel Taminiaux             | Mike Teunissen          | Anthony Turgis           | Arkéa-Samsic             |
| Classificació final | Classificació final | Mike Teunissen        | Lionel Taminiaux             | Mike Teunissen          | Anthony Turgis           | Arkéa-Samsic             |